# Biskupová
Biskupová é um município da Eslováquia, situado no distrito de Topoľčany, na região de Nitra. Tem 3,3 km² de área e sua população em 2018 foi estimada em 235 habitantes.

## Demografia
| Ano:        | 1994 | 2004    | 2014   | 2024   |
| ----------- | ---- | ------- | ------ | ------ |
| Broj ljudi: | 197  | 242     | 246    | 241    |
| Razlika:    |      | +22,84% | +1,65% | -2,03% |

| Ano:               | 2023 | 2024   |
| ------------------ | ---- | ------ |
| Número de pessoas: | 246  | 241    |
| Diferença:         |      | -2,03% |